# 금하방직
(주)금하방직(1969~1997) 또는 금하 라고한다. 70년대~90년대의 3대 방직회사 충남방직, 풍한방직 금하방직으로 유명한 방직회사이며 70~90년대 당시 순이익 연간 약700억 매출 1조에 달하던 대기업이다.금하방직을 중심으로 계열사에는 금하상사 , 금하개발 등이 있다. 그룹기업 임에도 본사가 독보적으로 유명하였으며 계열사들의 존재 자체도 모르는 경우가 많았다. 부도위기에 몰려 법정관리를 받았으며, 1997년 11월 12일 상장이 폐지가 되었다.
내부자거래와 오융승 전 대표가 구속이 되는 등  큰 사고가 있었음에도 주변에서는 오히려 회사를 살리기 위해 노동자들, 대전상의, 충남도청, 노동청, 거래은행 등이 모여 노력하여 법정관리폐지가 되었던 기록이 있다https://m.mk.co.kr/news/home/view/1994/02/9482/

당시에 금하방직 그리고 오융승 전 대표는 대전이 광역시가 되는 기반을 세웠던 인물이었다. 문화예술분야에도 관심이 많았으며 대전인이 더 큰 무대에 설수 있도록 수영연맹을 창립하였고 그 외에도 대전 출신 연예인들에게 적극적으로 투자하였다. 불우이웃들을 돕는 등 각 종 선행에도 앞섰으며 그러한 이력 덕분에 사건 후에도 많은 사람들이 아쉬워하였다.

## 연혁
- 1969년, 초대 금하재단 대표 오명식이 재단모태인 금하상사를 설립.
- 1981년, 전* 금하재단 대표 오융승이(오명식의 장남) 대표이사로 역임.
- 대전 (전)홍은여자고등학교 설립.
- 2000년 대농이 상장이 폐지된후 금하방직 조치원공장 인수.(실제낙찰가 12,021,000만원이였으며 약 8만4천평과 건물 1만6천평 규모로 방적 8만5천과 650기)[2]